# شهرستان وبستر (جورجیا)
شهرستان وبستر، جورجیا (به انگلیسی: Webster County, Georgia) یک سکونتگاه مسکونی در ایالات متحده آمریکا است که در جورجیا واقع شده‌است.